# كيم دونغ-تشول
كيم دونغ-تشول (هانغل: 김동철) هو لاعب كرة قدم كوري جنوبي في مركز الدفاع، ولد في 1 أكتوبر 1990 في كوريا الجنوبية. لعب مع Seoul E-Land FC ‏.

## وصلات خارجية
- كيم دونغ-تشول على موقع دوري كوريا الجنوبية (الإنجليزية)
- كيم دونغ-تشول على موقع قاعدة بيانات كرة القدم.إي يو (الإنجليزية)
- كيم دونغ-تشول على موقع Soccerway.com (الإنجليزية)